# مارشا فادهانابانيش
مارشا فادهانابانيش (بالألمانية: Marsha Wattanapanich)‏ هي مغنية وممثلة تايلاند وألمانية، ولدت في 24 أغسطس 1970 في ألمانيا.

## وصلات خارجية
- مارشا فادهانابانيش على موقع IMDb (الإنجليزية)
- مارشا فادهانابانيش على موقع ميوزك برينز (الإنجليزية)
- مارشا فادهانابانيش على موقع قاعدة بيانات الفيلم (الإنجليزية)